# هری تریگابوف
هری تریگابوف (انگلیسی: Harry Triguboff؛ زادهٔ ۳ مارس ۱۹۳۳) کارآفرین و سرمایه‌دار اهل استرالیا است.